# Rockefelleri
| John D. Rockefeller |  | John D. Rockefeller |
| John D. Rockefeller |  | William Rockefeller |

Rockefelleri, američka industrijska, bankarska i politička obitelj, koju su utemeljili John D. Rockefeller (1839. – 1937.) i njegov brat William Rockefeller (1841. – 1922.). Poznata je po svom bogatstvu, koje su stekli u preradi i eksploataciji nafte te investicijama u bankarskom sektoru. Ubrajaju se među najveće svjetske privatne poduzetnike u naftnom poslovanju tijekom kasnog 19. i početkom 20. stoljeća, uglavnom kroz tvrtku „Standard Oil Company“. John D. postao je 1916. godine prvi svjetski milijarder, a u trenutku njegove smrti, njegovo bogatstvo procjenjivalo se na 1,5% američkog BDP-a. Za svoga života, važio je za najbogatijeg čovjeka, zbog čega je vremenom postala poznata izreka bogat kao Rockefeller. Unatoč tome, sljedeće generacije obitelji su uvelike smanjile obiteljsko bogatstvo pa po ukupnom bogatstvu danas (2019.) čine tek 43. najbogatiju obitelj u SAD-u. Prema Forbesu, njihovo se ukupno obiteljsko bogatstvo procjenjuje na 8,4 milijarde USD.
Standard Oil je zahvaljujući vladajućem položaju na naftnom tržištu (u SAD, držao je tržišni udio od približno 90%) dugi niz godina ostvarivao vrlo visoke profite, koji su Rockefellerima omogućavali reinvestiranje u razne druge djelatnosti; naposljetku je Vrhovni sud SAD-a 1911. godine odredio da se kompanija mora podijeliti na 34 manje kompanije.
Obitelj je također poznata po svojoj dugoj suradnji i financijskom interesu u banci "Chase Manhattan Bank", sada dijelu banke "JP Morgan Chase". Na glasu su kao jedna od najmoćnijih skupina unutar Sjedinjenih Država i dobro su integrirani u bankarski sektor. 
Bili su jako uključeni u mnoge građevinske projekte u SAD-u tijekom 20. stoljeća. Glavni među njima su: Svjetski trgovački centar, Rockefeller centar, Lincolnov centar izvedbenih umjetnosti, One Chase Manhattan Plaza, MoMA i druge. Dobili su godišnju nagradu „UNA-USA Global Leadership Award“.

## Obiteljska povijest

### Obiteljsko podrijetlo
Obitelj Rockefeller (izvorno Rockenfeller) podrijetlom je iz Westerwalda, Rheinland-Pfalz, u Njemačkoj, odakle se njihov predak Johann Peter Rocke(n)feller (1681. – 1765.) preselio u Sjevernu Ameriku daleke 1723. godine i nastanio se s obitelji u Amwellu, New Jersey, gdje je podigao plantažu.
Jedan od prvih članova obitelji koji se naselio u New Yorku bio je putujući trgovac i sitni poduzetnik William Avery Rockefeller (1810. – 1906.), koji je sa ženom Elizom Davison imao šestero djece. Dvojica njegovih sinova, John D. Rockefeller (1839. – 1937.) i njegov brat William Rockefeller (1841. – 1922.) postali su naftni tajkuni i suosnivači Standard Oila te začetnici obiteljskog bogatstva i moći.

### Prva generacija
John D. i njegov brat William osnovali su 1870. godine naftnu tvrtku koja je postala temelj njihova bogatstva i utjecaja. John D. je postao najbogatiji čovjek na svijetu i prvi milijarder u SAD-u. Premda je bio mecena brojnih obrazovnih i znanstvenih institucija, poput Sveučilišta u Chicagu i Sveučilišta Rockefeller te istaknuti filantrop, kao industrijalac je često bio kritiziran i optuživan zbog nemoralne poslovne prakse.
Računa se da je Standard Oli do kraja 1870-ih preko 90% nafte u SAD-u, zbog čega je obitelj Rockefeller zadobila izraziti monopol u naftnoj industriji. Iz tog razloga je Vrhovni sud SAD-a donio 1911. godine odluku da se kompanija mora podijeliti na 34 manje kompanije. Rockefelleri su zadržali proporcijalne udjele u svim novonastalim firmama, a njihovo je osobno bogatstvo čak i poraslo, iako im je smanjen utjecaj u naftnoj industriji. Za svoga života donirao je oko 500 milijuna USD u razne dobrotvorne svrhe.

### Druga generacija
John D. Rockefeller imao je sa suprugom Laurom C. Spelman četiri kćeri i sina Johna D. Rockefellera ml. (1874. – 1960.), koji je preuzeo starješinstvo nad obitelji. Johnov brat William imao je četvero preživjele djece; dva sina i dvije kćeri.
John Davison ml. je preuzeo očeve poslove, ali više se bavio filantropijom i dobrotvornim radom, nego poslovima s naftom. Za vrijeme Velike gospodarske krize ranih 1930-ih investirao je u izgradnju Rockefeller centra na Manhattanu, nakon čega je postao jedan od najvećih vlasnika nekretnina u New Yorku. Uspješno je investirao i u bankarski sektor te je postao najveći pojednični dioničar Chase National Bank, koja je dobila nadimak Rockefellerova banka, premda je obitelj posjedovala svega 4% dionica. 

### Treća generacija
Članovi treće generacije dinastije Rockefeller, posebno istaknuti bankar i državnik David Rockefeller (1915. – 2017.), koji je bio prisutan u obitelji kao patrijarh, jako su uključeni u međunarodnu politiku, te su donirali novac, osnovali ili se uključivali u brojne velike međunarodne institucije kao što su: Družba Bilderberg, Trilateralna komisija, Savjet za vanjske odnose, Svjetski ekonomski forum i dr.
Patrijarh obitelji do 1978. bio je najstariji sin Johna D. ml., John D. Rockefeller III., nakon čega je starješinstvo u obitelji preuzeo najmlađi sin, David, koji je godinama obnašao službu predsjednika Chase Manhattann Banke. Tijekom 1960-ih, Rockefellerovi su imali svega 1% udjela u toj banci, ali zadržali su svoj utjecaj.
Pripadnici treće generacije počeli su se baviti politikom. Nelson Rockefeller (1908. – 1979.) bio je 41. potpredsjednik Sjedinjenih Država u razdoblju od 1974. do 1977. godine. Služio je u administraciji predsjednika Geralda Forda. Njegov brat, Winthrop Rockefeller (1912. – 1973.) odselio se iz New Yorka u Arkansas, gdje je osnovao WinRock farme i bio na dužnosti guvernera Arkansasa u periodu od 1967. do 1971. godine.

### Četvrta generacija
Od 1980-ih slabi moć i utjecaj Rockefellera, a smanjuje se i njihovo bogatstvo. Preračunato u današnju vrijednost, bogatstvo Johna D. Rockefellera procjenjuje se na oko 336 milijardi USD, dok se 2016. godine ukupno bogatstvo čitave obitelji procjenjivalo na oko 11 milijardi USD, od čega je oko 3,3 milijarde USD posjedovao sam David. Davidovom smrću 2017. godine, umro je posljednji od sinova Johna D. i zajednji od petero braće, koja su u društvenom životu New Yorka bili poznati kao legendarna "Braća". Obitelj Rockefeller danas rukovodi nizom vlastitih organizacija, ali nedostaju im kompanije koje donose zaradu. Uz to, potomci Johna D. Rockefellera broje preko 150 ljudi, zbog čega je obiteljsko bogatstvo usitnjeno.
Među članovima četvrte generacije Rockefellerovih, ističu se, sin Johna D. III., političar John D. Rockefeller IV. (r. 1937.), koji je od 1985. do 2015. bio senator za Zapadnu Virginiju, sin Wintropa, Winthrop Rockefeller ml. (r. 1948.), zamjenik guvernera Arkansasa od 1996. do 2006., dok je novim patrijarhom obitelji, nakon očeve smrti 2017. godine, proglašen David Rockefeller ml. (r. 1941.), koji je postavljen na čelo Zaklade Rockefeller.
Njihova ukupna imovina i ulaganja te pojedinačna bogatstva članova dinastije nikad nisu javno objavljeni, iako se procjenjuje da imaju oko 11 milijardi dolara. Arhivi koji se odnose na dinastiju i pojedine članove zatvoreni su za javnost.
Godine 2016. obitelj Rockefeller je prodala sve svoje udjele u naftnim i srodnim kompanijama i odustala od investiranja u projekte vezane uz fosilna goriva.

### Peta generacija
Među članovima pete generacije potomaka Johna D. Rockefellera, ističe se atletska jahačica i dizajnerica Ariana Rockefeller (r. 1982.), kći Davida Rockefellera ml.
Od samog početka, pa čak i danas, obiteljsko bogatstvo je pod potpunom kontrolom muških članova obitelji, kroz obiteljske urede, unatoč jakim ženama u dinastiji, koje su imale utjecaj na odluke muževa, kao što je Abby Aldrich Rockefeller (1874. – 1948.), supruga Johna Davisona Rockefellera mlađeg. Zaštitni znak dinastije preko 140 godina je izvanredno jedinstvo, u usporedbi s drugim bogatim dinastijama kao što su: DuPont i Mellon. Glavni razlozi su cjeloživotno nastojanje, da se očuva ugled dinastije, česta obiteljska okupljanja i jaka dugogodišnja obiteljska tradicija.